# Estadio Monumental Antonio Vespucio Liberti
Das Estadio Monumental Antonio Vespucio Liberti (durch Sponsorenvertrag offiziell Estadio Mâs Monumental), auch bekannt als El Monumental oder Estadio River Plate, ist ein Fußballstadion im Stadtteil Belgrano der argentinischen Hauptstadt Buenos Aires. Die Spielstätte bietet 84.567 Zuschauern Platz und ist das größte Stadion Südamerikas. Es ist nach Antonio Vespucio Liberti (1902–1978), einem ehemaligen Präsidenten des Vereins, benannt. Der Fußballclub River Plate (Club Atlético River Plate, kurz CARP) ist Eigentümer und trägt seine Heimspiele im El Monumental aus. Darüber hinaus wird die Anlage von der argentinischen Fußballnationalmannschaft als Nationalstadion genutzt.

## Geschichte
Das El Monumental wurde von 1936 bis 1938 erbaut und am 25. Mai 1938 mit einem Spiel zwischen River Plate und dem uruguayischen Verein Club Atlético Peñarol (3:1) eröffnet. Für die Panamerikanischen Spiele 1951 wurde eine Leichtathletikanlage installiert. 1958 wurde die Nordtribüne fertiggestellt. Zu diesem Zeitpunkt verfügte das Stadion über 100.000 Plätze. Das Estadio Monumental Antonio Vespucio Liberti wurde für die Fußball-Weltmeisterschaft 1978 renoviert und bot damals noch 76.600 Zuschauern Platz. Neun Spiele wurden während der Weltmeisterschaft im El Monumental ausgetragen, darunter auch das Eröffnungsspiel mit Deutschland und Polen sowie das Endspiel zwischen Argentinien und den Niederlanden. Am 29. November 1986 erhielt die Anlage ihren heutigen Namen.
Am 5. April 2022 gab River Plate auf einer Pressekonferenz bekannt, dass der Club mit dem südamerikanischen Einzelhandelsunternehmen Grupo De Narváez, die Muttergesellschaft von Mâs, einen Sponsorenvertrag über sieben Jahre bis in den April 2029 abgeschlossen habe. In dieser Zeit wird die Spielstätte von River Plate offiziell den Namen Estadio Mâs Monumental tragen. Mit dem Erlös aus der Vereinbarung von etwa 20 Mio. US-Dollar will der Club die Hälfte der Renovierungskosten des Stadions decken. Im Februar 2022 präsentierte der CARP die Pläne für die zweite Phase der Modernisierung des Stadions. Nach der ersten Phase von 2020 bis 2021 mit der Entfernung der Leichtathletikanlage und Absenkung des Spielfelds fasst es wieder 72.054 Zuschauer. Das Estadio Mâs Monumental soll neben der weiteren Renovierung um 9000 auf 81.000 Plätze ausgebaut und zum größten Stadion in Südamerika werden.
Am 13. Februar 2023 besuchten 83.198 Zuschauer das El Monumental zum Ligaspiel zwischen River Plate und den Argentinos Juniors (2:1). Damit ist die Heimspielstätte von River das größte Stadion in Südamerika und überholte das Estadio Monumental "U" in Lima (80.093) und das Maracanã in Rio de Janeiro (78.838). Vor dem mehrstufigen Umbau vor zwei Jahren fasste es noch 61.000 Besucher. Nach Abschluss der Bauarbeiten verfügt das Estadio Mâs Monumental über 84.567 Plätze.

## Sportstätten
Neben dem eigentlichen Stadion bietet der Komplex noch Tennis- und Basketballplätze und Räumlichkeiten für andere Sportarten. Außerdem gibt es Wohnungen für Nachwuchsfußballer, ein Theater und ein Vereinsmuseum.

## Konzerte
Es finden außerdem Konzerte von bekannten internationalen Künstlern in der Veranstaltungsstätte statt. Zu Konzerten fasst das Stadion bis zu 100.000 Menschen. Es traten u. a. die Rolling Stones, Bruce Springsteen, die Ramones, U2, Metallica, Oasis, Bon Jovi, Coldplay, Guns N’ Roses, Madonna, Michael Jackson, KISS, AC/DC, Rod Stewart, Taylor Swift, The Weeknd oder die Red Hot Chili Peppers auf. Aber auch nationale Künstler sind hier zu Gast.

## Galerie

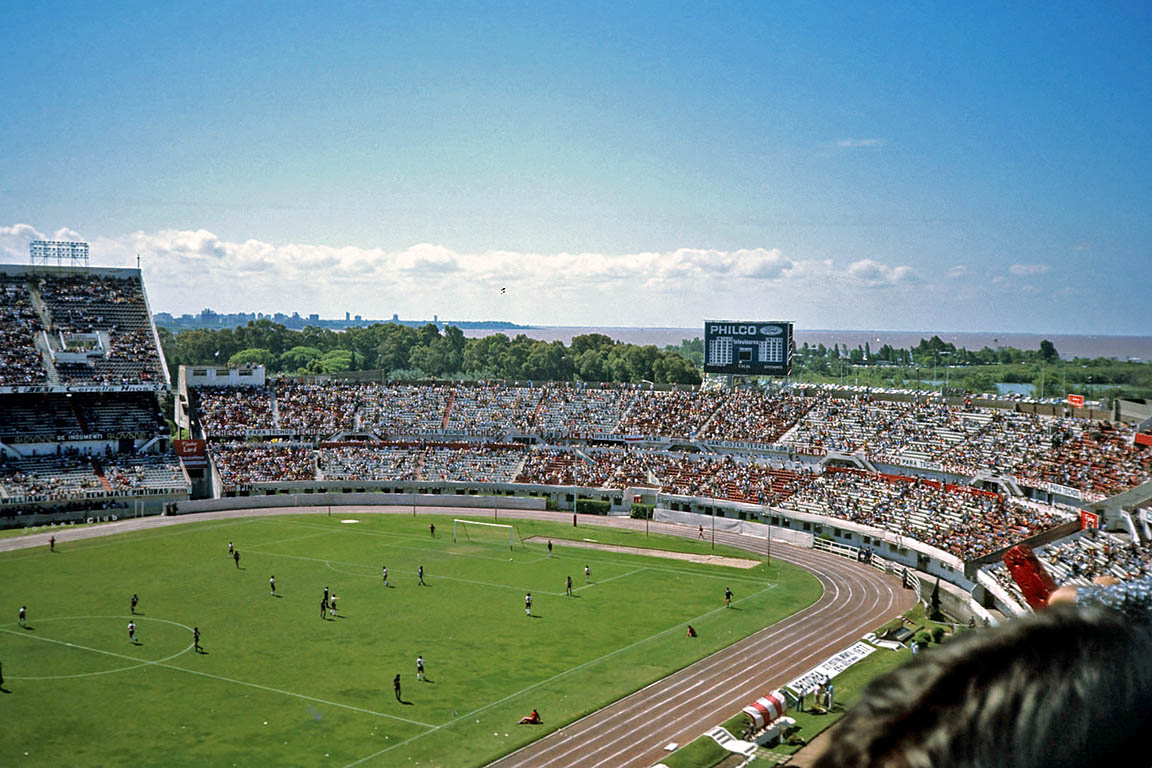
Das Stadion in den 1970er Jahren vor dem Umbau
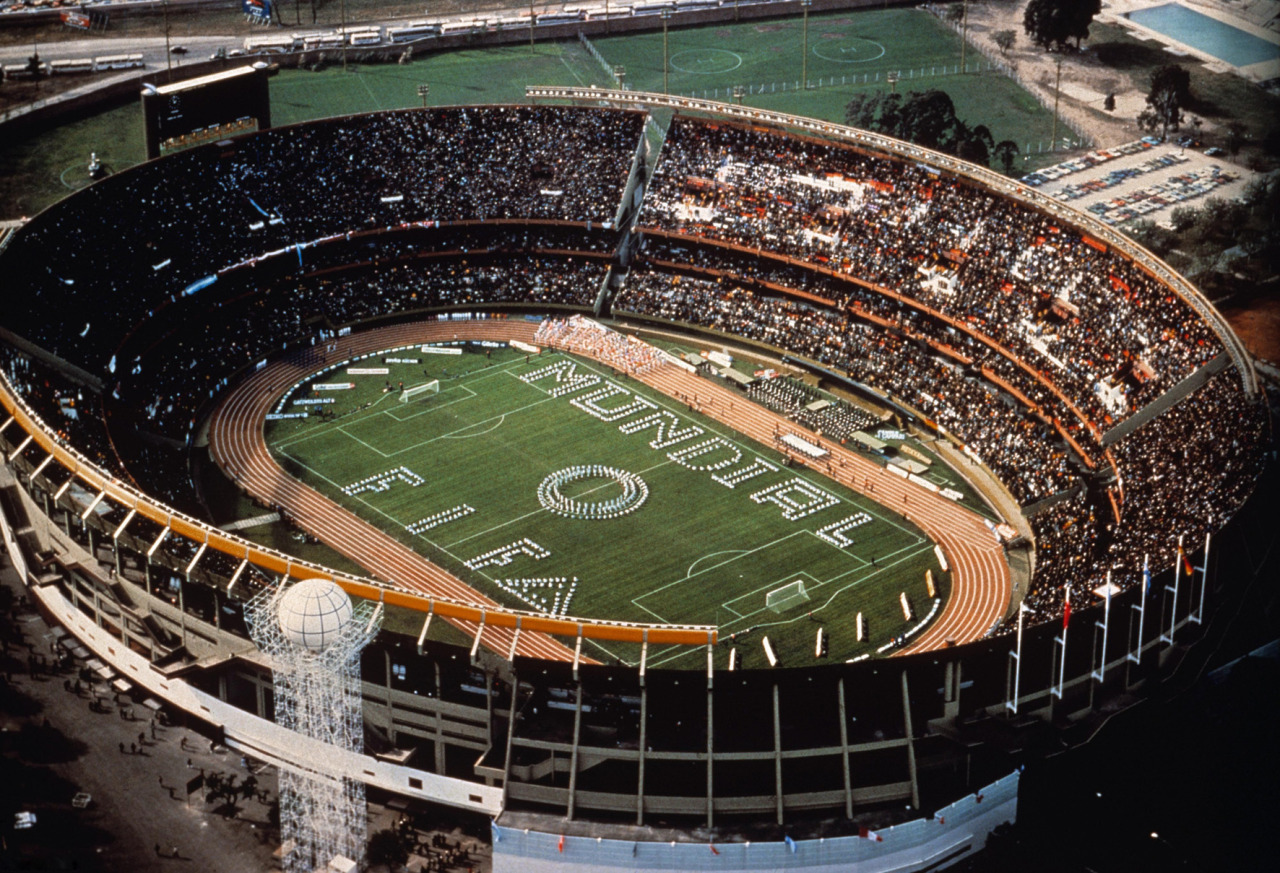
Das Estadio Monumental während der Eröffnungsfeier der Fußball-Weltmeisterschaft 1978
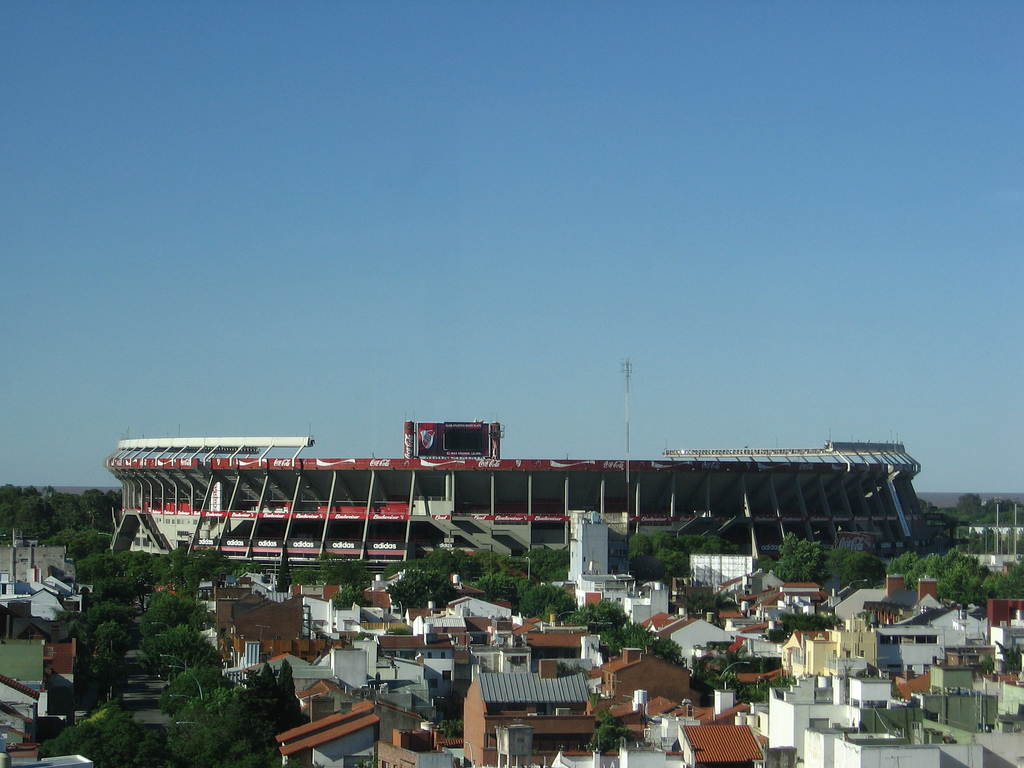
Seitenansicht des Monumental im November 2005
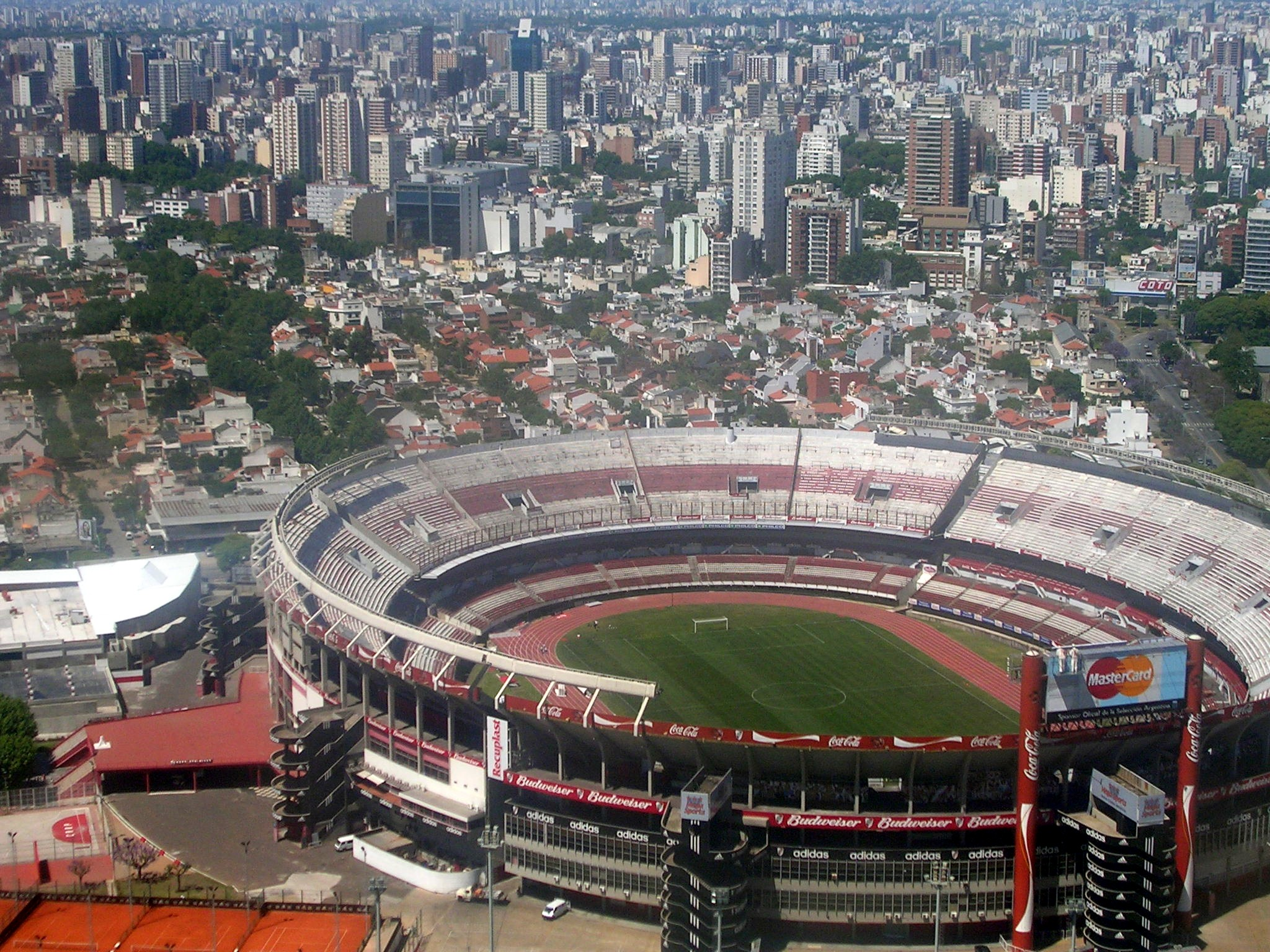
Fotografiert aus einem Flugzeug der Aerolíneas Argentinas (Dezember 2005)
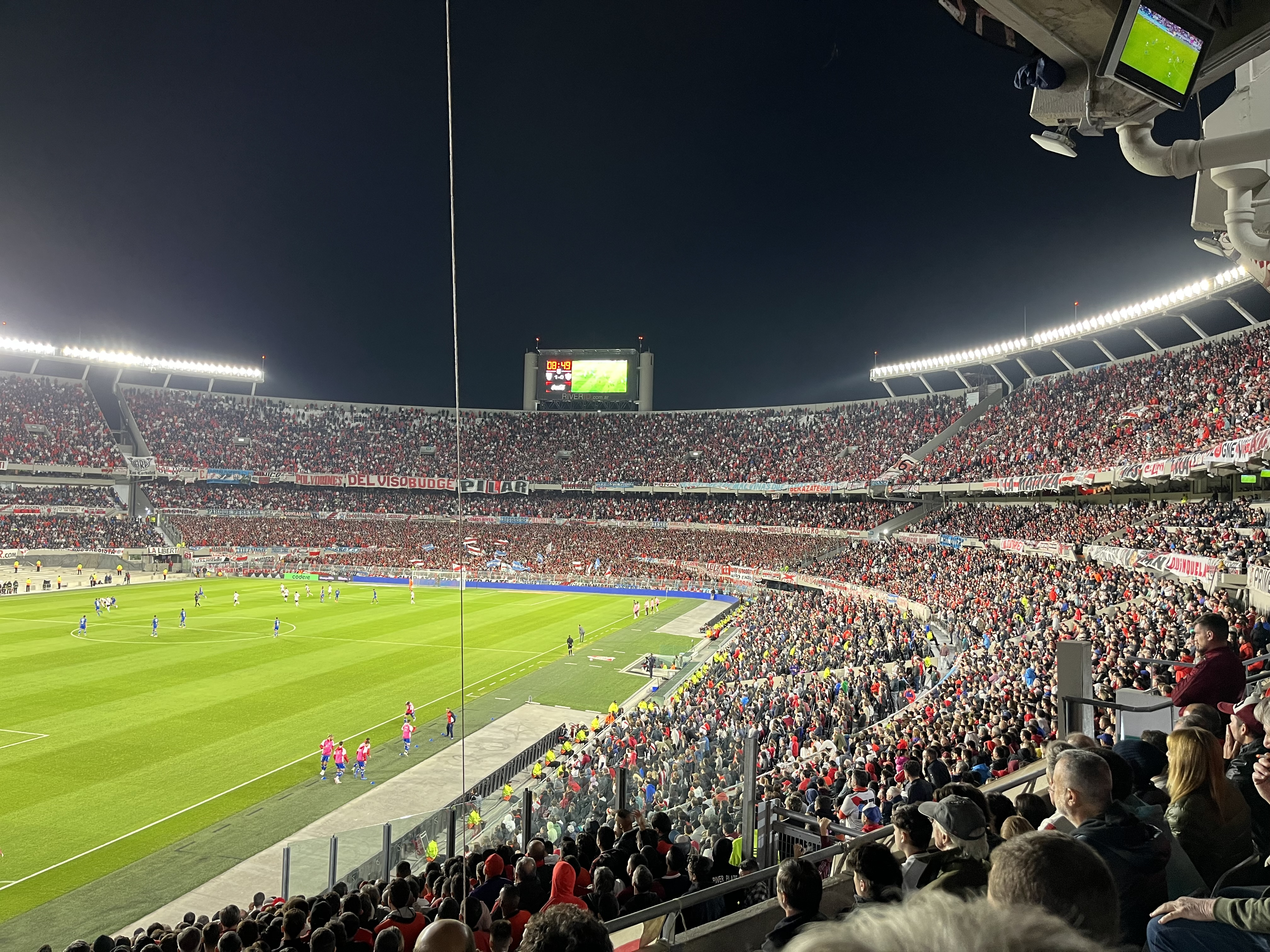
Das Monumental nach seinem Ausbau mit den neuen Tribünen, die direkt am Spielfeld liegen, im Frühling 2023